# گورستان کهنه مله امیر خان
قبرستان کهنه مله امیر خان مربوط به دوره قاجار است و در شهرستان اسلام‌آباد غرب، بخش مرکزی، دهستان حومه شمالی، ۲۵۰ متری جنوب روستای مله امیرخان واقع شده و این اثر در تاریخ ۲۶ اسفند ۱۳۸۷ با شمارهٔ ثبت ۲۵۶۷۷ به‌عنوان یکی از آثار ملی ایران به ثبت رسیده است.